# 耶路撒冷国际会议中心

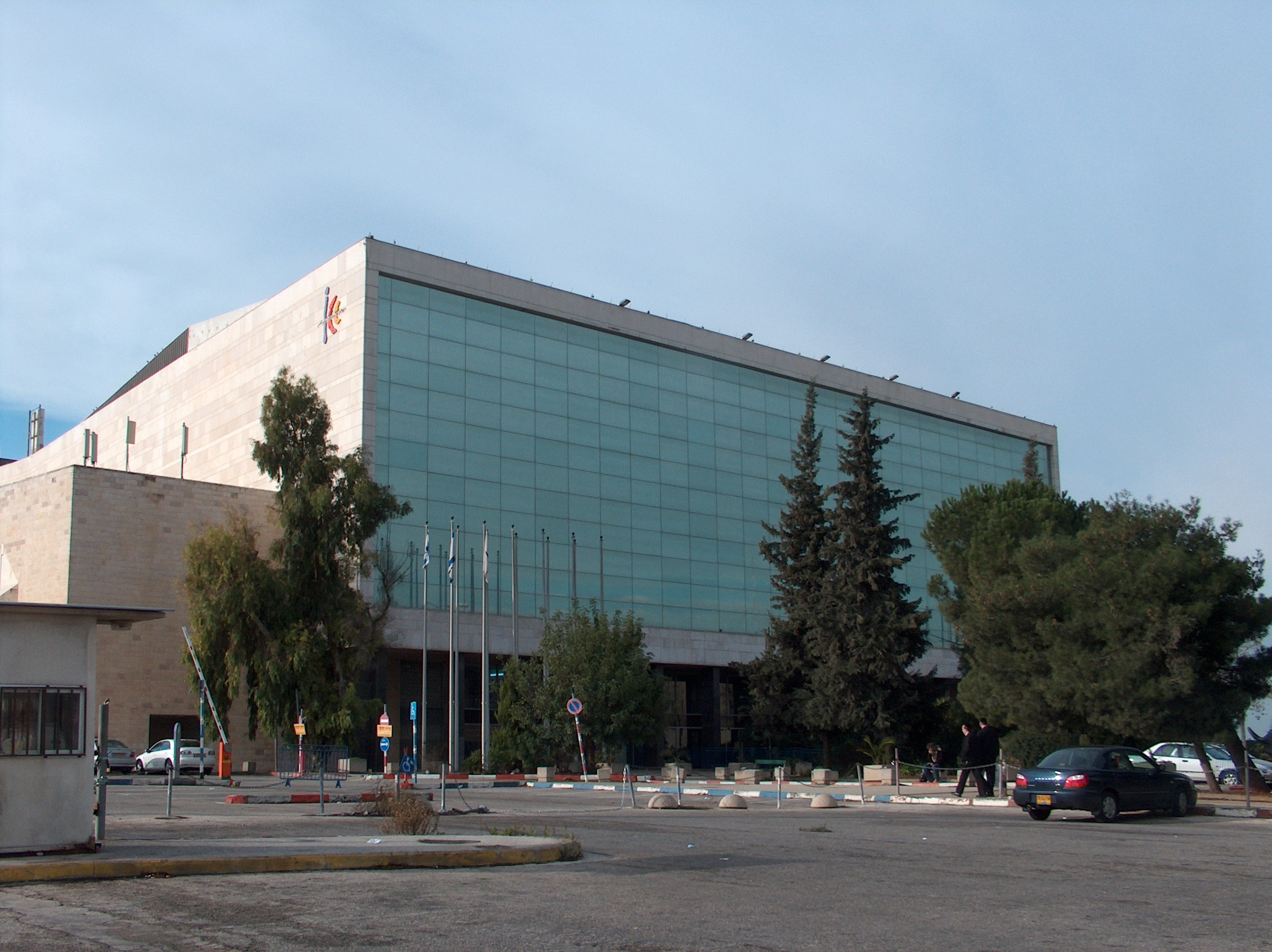
耶路撒冷国际会议中心

31°47′10″N 35°12′10″E / 31.7862°N 35.2027°E
耶路撒冷国际会议中心（希伯來語：‎，Merkaz HaKongresim HaBeinLeumi），俗称为国家大厦（希伯來語：‎，Binyenei HaUma），是以色列耶路撒冷的一个音乐厅和会议中心，位于吉瓦特拉姆（Giv'at Ram）。这是中东最大的会议中心。

## 历史

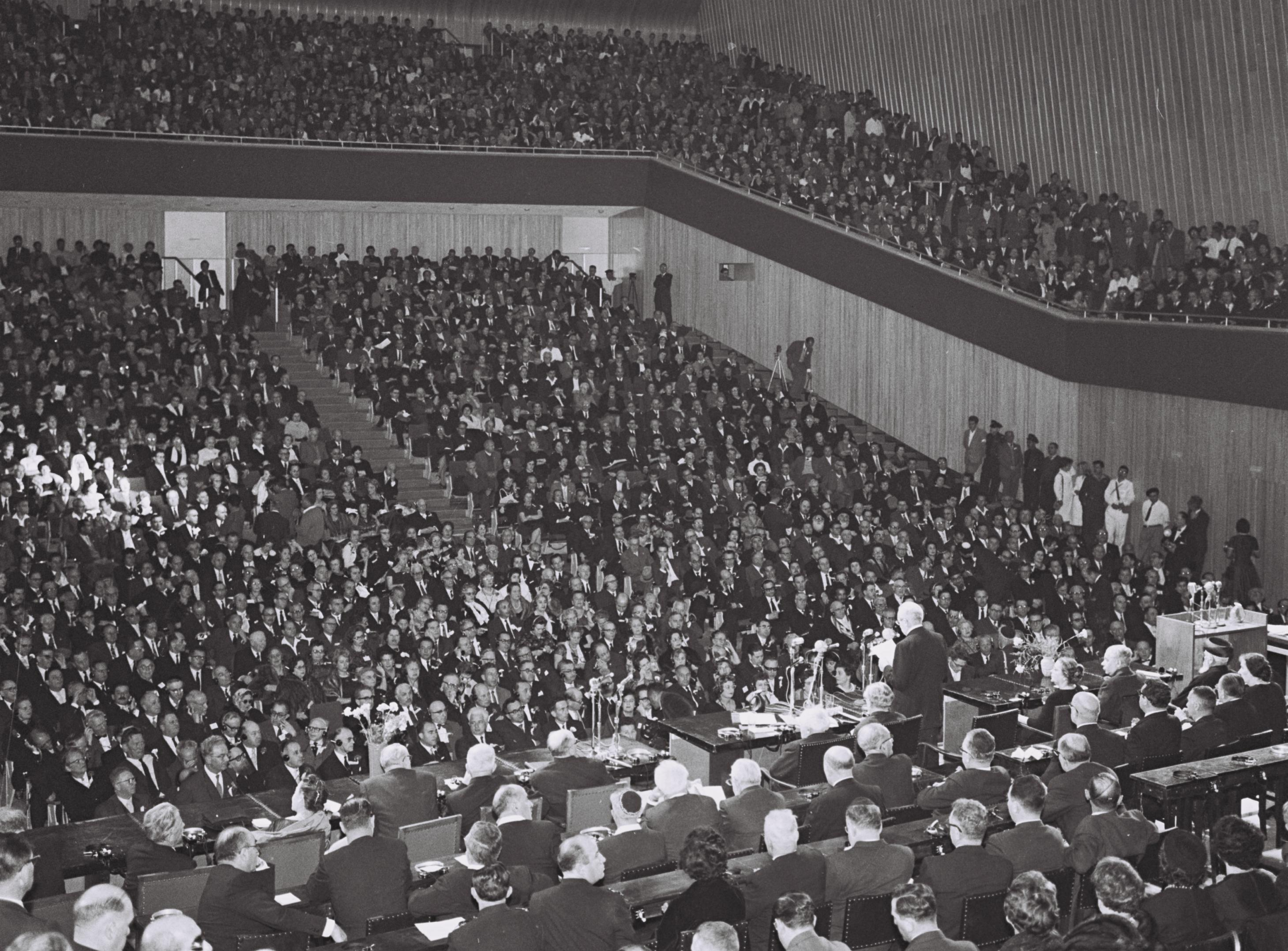
第25届犹太复国主义代表大会，1960年

耶路撒冷国际会议中心最初是由亚历山大·埃泽尔设想（后来成为其董事总经理），建筑师Zeev Rechter于1949年赢得了设计竞赛。该建筑建于1950-1963年，但是在1956年就开始使用，召开世界犹太复国主义组织的一次会议。以色列独立第一个十年的经济困难和紧缩时期意味着由于缺乏资金，施工会频繁中断，工程有时被轻蔑地称为“国家废墟”（Chirbet HaUma）。Rechter的设计采用耶路撒冷石贴面。立面没有采取艺术家Joseph Zaritsky和伊扎克·丹齐格原来设计的巨大雕塑，而是覆盖天蓝色玻璃。

## 容量
耶路撒冷国际会议中心位于耶路撒冷中央汽车站对面，设有27个大厅，容量超过10000人，是AIPC和国际大会及会议协会的成员，符合国际标准。其最大的大厅，梅纳赫姆·乌西施金大厅，可容纳3104人。共计有12000平方米的展览空间，分为两层楼，十个展区。

## 功能
耶路撒冷国际会议中心是耶路撒冷交响乐团的所在地，曾多次举办国际活动，其中包括1979年欧洲歌唱大赛、1999年欧洲歌唱大赛和耶路撒冷国际书展。约翰·德米扬鲁克也是在此接受审判。

## 在小说中
在罗伯特·J·索耶的1997年小说《Frameshift》中，描绘在第二次世界大战后，在此举行战争罪审判，一名纳粹集中营守卫被控犯有杀害犹太囚犯的暴行罪。